# Thrypticus schmidti
Thrypticus schmidti är en tvåvingeart som beskrevs av Octave Parent 1928. Thrypticus schmidti ingår i släktet Thrypticus och familjen styltflugor.
Artens utbredningsområde är Costa Rica. Inga underarter finns listade i Catalogue of Life.